# Jdenievo
Jdenievo (în ucraineană Жденієво) este o așezare de tip urban din raionul Voloveț, regiunea Transcarpatia, Ucraina. În afara localității principale, mai cuprinde și satul Zbînî.

## Demografie
Componența lingvistică a așezării de tip urban Jdenievo
     Ucraineană (98,94%)
     Rusă (1,06%)
Conform recensământului din 2001, majoritatea populației așezării de tip urban Jdenievo era vorbitoare de ucraineană (98,94%), existând în minoritate și vorbitori de rusă (1,06%).